# Житников, Дмитрий Валерьевич
Дми́трий Вале́рьевич Жи́тников (род. 20 ноября 1989, Зволен, Среднесловацкий край) — российский гандболист, разыгрывающий польского клуба «Висла» и сборной России.

## Карьера
Гандболом начал заниматься в восьмилетнем возрасте в Краснодаре.
С 2005 года в системе гандбольного клуба «Чеховские медведи». В 2010 году дебютировал в основной команде. В 2015 году перешёл в плоцкую «Вислу», где выступал на протяжении двух лет, после чего продолжил карьеру в сегедском «Пике». В 2021 году вернулся в «Вислу».
Привлекается в сборную России.

## Достижения
- Чемпион Европы среди студентов (2008).
- Чемпион России среди дублирующих составов (2006).
- 6-кратный чемпион России (2010—2015).
- Обладатель Кубка России (2013).
- Обладатель Суперкубка России (2014).
- Чемпион Польши (2024, 2025).
- Обладатель Кубка Польши (2022, 2023, 2024).

## Образование
Окончил РГУФКСиТ.

## Семья
Женат. Имеет ребёнка.